# Alexandru Crețu
Alexandru Crețu (sinh 24 tháng 4 năm 1992) là một cầu thủ bóng đá România thi đấu ở vị trí tiền vệ phòng ngự for Slovenian câu lạc bộ Maribor.

## Sự nghiệp câu lạc bộ

### Politehnica Iași
Crețu trở nên được ưu tiên ở mùa giải 2012–13 sau màn trình diễn tốt ở vị trí trung vệ cùng với Politehnica Iași.

### Olimpija Ljubljana
Vào tháng 12 năm 2016, Crețu ký bản hợp đồng 3,5 năm với câu lạc bộ Slovenia Olimpija Ljubljana.

### Maribor
Vào tháng 2 năm 2018, Cretu ký bản hợp đồng 3,5 năm với Maribor.

## Sự nghiệp quốc tế
Crețu là thành viên của U-21 România.